# Moeda honesta

Em teoria das probabilidades e estatística, uma sequência de ensaios de Bernoulli independentes com probabilidade {\displaystyle 1/2} de sucesso em cada ensaio é metaforicamente chamada de moeda honesta. Uma moeda para a qual a probabilidade não é {\displaystyle 1/2} é chamada de moeda viesada ou moeda desonesta. Em estudos teóricos, o pressuposto de que uma moeda é honesta é frequentemente assumido quando se refere à uma moeda ideal. Este modo usa a distribuição binomial e, de maneira genérica, a probabilidade de resultar cara ou coroa em uma moeda pode ser calculada como:
{\displaystyle P=\left({\frac {n}{k}}\right)p^{k}q^{n-k},}
em que {\displaystyle P} indica a probabilidade, {\displaystyle n} o número de lançamentos, {\displaystyle k} o resultado de cara ou coroa e {\displaystyle q} uma variação entre o número de lançamentos e o resultado. O matemático britânico John Edmund Kerrich realizou experimentos com jogos de cara ou coroa e descobriu que uma moeda feita com um disco de madeira do tamanho de uma coroa britânica (antiga moeda equivalente a {\displaystyle 1/4} de libra esterlina) de um lado e chumbo do outro cai do lado da cara (da madeira) 679 vezes a cada 1.000. Neste experimento, a moeda foi avaliada ao equilibrar a moeda no dedo indicador e jogar para cima com o polegar, de modo que ela girasse pelo ar por cerca de um pé antes de cair sobre uma toalha plana em cima de uma mesa. O físico norte-americano Edwin Thompson Jaynes afirma que, quando se pega uma moeda com a mão, em vez de permitir que ela caia e pare sozinha, o viés físico na moeda é insignificante comparado ao método de jogar, sendo que, com prática suficiente, uma moeda pode dar cara em 100% dos jogos. Explorar o problema de checar se uma moeda é honesta é uma ferramenta pedagógica bem estabelecida no ensino de estatística.

## Importância na teoria e no ensino de estatística
As propriedades probabilísticas e estatísticas de jogos de cara ou coroa são frequentemente usadas como exemplos tanto em livros introdutórios, como avançados e baseadas no pressuposto de que uma moeda é honesta ou ideal. Por exemplo, o matemático croata-americano William Feller usou esta base tanto para introduzir a ideia de passeios aleatórios, como para desenvolver testes para a homogeneidade dentro de uma sequência de observações ao olhar para as propriedades das séries de valores idênticos no interior de uma sequência. Esta última ação levou ao teste de séries de Wald–Wolfowitz. Uma série temporal que consiste no resultado de um jogo de cara ou coroa com uma moeda honesta é chamada de processo de Bernoulli.

## Resultados honestos com uma moeda viesada
Se um truque fizer a moeda cair mais vezes de um lado do que do outro (uma moeda viesada), a moeda ainda poderá ser usada mudando levemente o jogo. O matemático húngaro-norte-americano John von Neumann sugeriu o seguinte procedimento:
1. Jogue a moeda duas vezes;
2. Se os resultados forem iguais, jogue de novo, ignorado ambos os resultados;
3. Se os resultados forem diferentes, use o primeiro resultado, ignorando o segundo.

Este processo produz um resultado honesto porque a probabilidade de dar cara e depois coroa deve ser igual à probabilidade de dar coroa e depois cara, já que a moeda não muda de viés entre jogadas e duas jogadas são independentes entre si. Isto funciona apenas se a obtenção de um resultado em um ensaio não mudar o viés nos ensaios subsequentes, o que é o caso para a maioria das moedas não maleáveis, mas não para processos como uma urna de Pólya. Ao excluir os eventos de duas caras e duas coroas repetindo o procedimento, quem joga a moeda tem apenas dois resultados remanescentes que têm probabilidade equivalente. Este procedimento funciona apenas se os jogos de cara ou coroa forem pareados apropriadamente. Se parte de um par for usada em outro par, a honestidade pode ser comprometida. Além disto, a moeda não pode ser viesada a ponto de um lado ter probabilidade zero de sair.
Este método pode ser estendido ao considerar também sequências de quatro jogos. Isto é, se a moeda for jogada duas vezes e os resultados forem iguais e mais duas vezes e os resultados forem iguais, mas para o outro lado, então o primeiro resultado pode ser usado. Isto ocorre porque as sequências cara-cara-coroa-coroa e coroa-coroa-cara-cara são igualmente prováveis. Isto pode ser estendido a qualquer potência de 2.